# 아켈로우사우루스
아켈로우사우루스(Achelousaurus)는 아켈로오스의 도마뱀이란 뜻으로 백악기 후기, 약 7420만 년 전에 현재의 북아메리카에 살던 케라톱스과 켄트로사우루스아과 공룡의 한 속이다.

## 특징

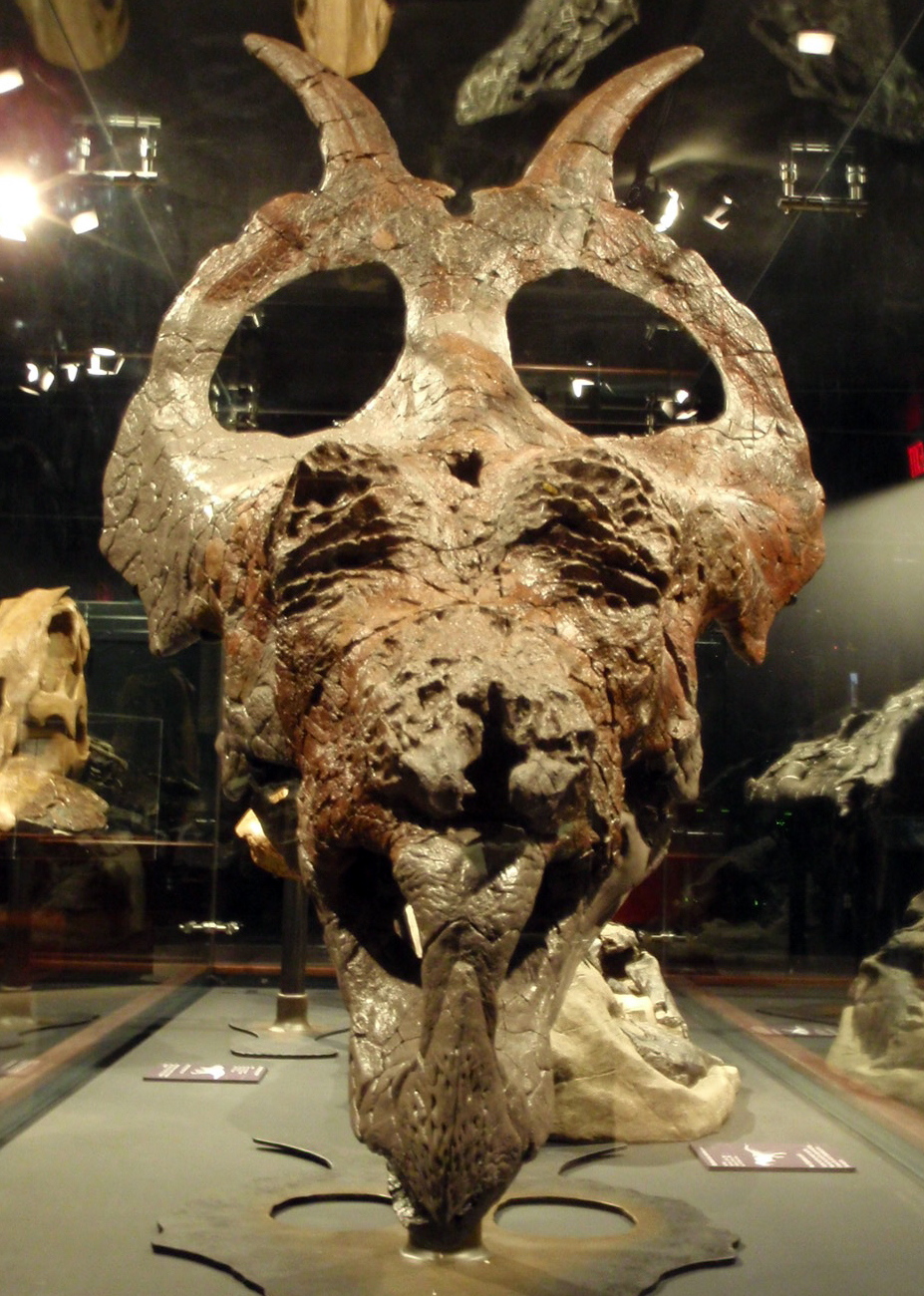
록키 박물관(Museum of the Rockies)의 MOR 485 모식표본

아켈로우사우루스는 사족보행을 하는 초식성 공룡으로 앵무새 같은 부리, 주둥이와 눈 뒤에 울퉁불퉁하게 튀어나온 돌기, 그리고 프릴 끝 쪽에 한 쌍의 뿔을 가지고 있다. 몸길이는 약 6 미터, 몸무게는 3 톤까지 자랐을 것으로 보이는 중간 정도 크기의 각룡류였다.

## 발견의 역사
아켈로우사우루스 속 및 유일한 종 (A. horneri) 은 고생물학자 스코트 샘슨이 1995년에 명명했다. 종명은 영향력 있는 미국의 고생물학자이자 1987년 몬태나에서 아켈로우사우루스의 완모식표본 MOR 485 이 된 두개골 발굴을 이끌었던 잭 호너를 기리기 위한 것이다. 속명인 아켈로우사우루스는 그리스 신화에 뿌리를 두고 있다. 아켈로오스는 고대그리스의 강의 신으로 헤라클레스와 싸우다가 뿔 하나가 뜯겨나갔다. 지금까지 발견된 아켈로우사우루스 두개골 세 개 모두 다른 각룡류들이라면 뿔이 있을 자리에 울퉁불퉁하게 튀어나온 큰 돌기만 있어서 마치 뿔이 뜯겨 나간 것 같은 모습이다. 아켈로오스는 또 변신 능력으로 유명한데, 아켈로우사우루스 역시 다른 각룡류 공룡의 특징들을 복합적으로 가지고 있다.
아켈로우사우루스 호르네리는 미국 몬태나 주 투메디신 층에서 발견되었는데 이 층의 퇴적물은 백악기 후기 샹파뉴절, 약 8300만년에서 7400만년 전의 연대를 가지고 있다. 아켈로우사우루스의 표본은 이 층의 최상부에서 발견되었으므로 이 시기의 끝부분인 7400만년 전 정도에 살았을 것이다. 동시대에 살았던 공룡으로는 프로사우롤로프스 블락피텐시스, 스콜로사우루스 쿠틀레리, 히파크로사우루스 스테빈거리, 에이니오사우루스 프로쿠르비코르니스, 그리고 정확히 분류되지 않은 티라노사우루스과 공룡 등이 있다.
지금까지 투메디신 층에서 발견된 세 개의 두개골과 몸통 일부의 화석은 몬태나주 보즈만의 록키 박물관에 보관되어 있다. 다 자란 아켈로우사우루스의 두개골의 길이는 프릴을 포함해서 1.6 미터 이상이다.

## 분류
초기 연구들에서는 아켈로우사우루스가 에이니오사우루스처럼 변형된 뿔을 가진 "타입 B" 와 더 분화되어 뿔이 없는 파키리노사우루스 사이의 중간형태인 "타입 C"를 나타낸다고 보았다 (Horner et al., 1992). 이들이 실제 그렇게 직접적으로 조상-후손 관계로 진화했는지는 확실히 알 수 없지만 이들 세 속은 최소한 매우 가까운 관계로 케라톱스과, 켄트로사우루스아과 내의 파키리노사우루스족으로 함께 묶일 수 있다 (Sampson, 1995; Dodson et al., 2004).

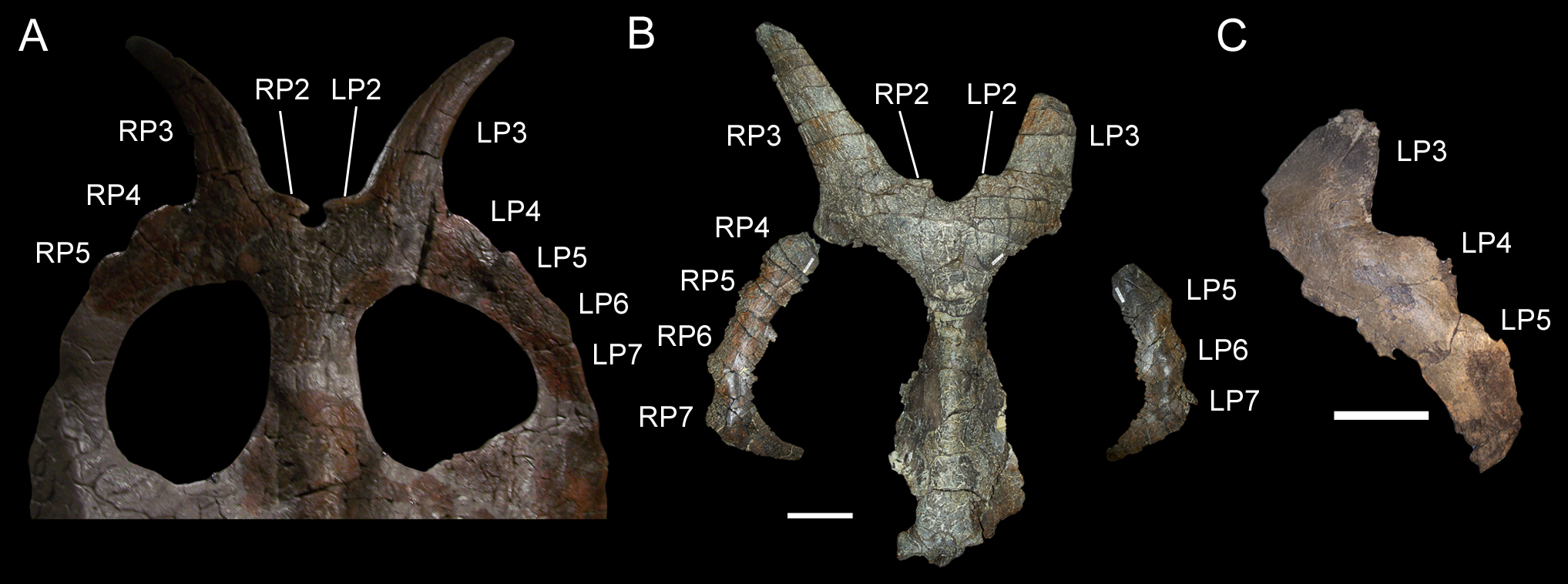
마루뼈

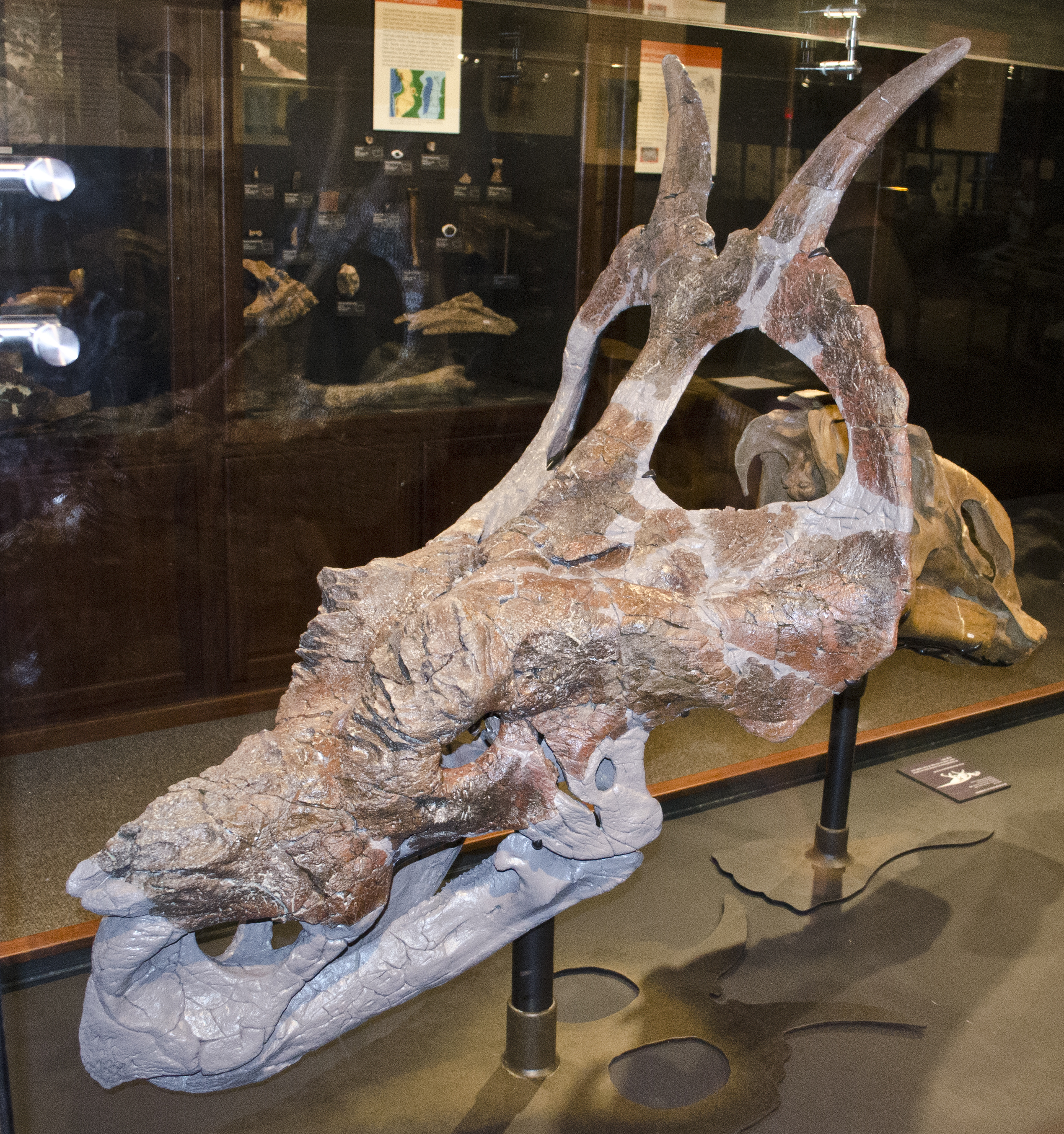
완모식표본 두개골을 옆에서 본 모습

아켈로우사우루스의 계통발생학적 위치를 보여주는 아래의 분지도는 피오릴로와 티코스티의 2011년 연구를 따른 것이다. 파키리노사우루스족만 표시했다.

|  | 루베오사우루스 오바투스             |
|  |                                     |
|  | 에이니오사우루스 프로쿠르비코르니스 |
|  |                                     |

|  | 파키리노사우루스 라쿠스타이                                                               |
|  |                                                                                           |
|  | \| \| 파키리노사우루스 카나덴시스 \| \| \| \| \| \| 파키리노사우루스 페로토룸 \| \| \| \| |
|  |                                                                                           |
|  | 파키리노사우루스 카나덴시스                                                               |
|  |                                                                                           |
|  | 파키리노사우루스 페로토룸                                                                 |
|  |                                                                                           |

|  | 파키리노사우루스 카나덴시스 |
|  |                             |
|  | 파키리노사우루스 페로토룸   |
|  |                             |

|  | 파키리노사우루스 라쿠스타이                                                               |
|  |                                                                                           |
|  | \| \| 파키리노사우루스 카나덴시스 \| \| \| \| \| \| 파키리노사우루스 페로토룸 \| \| \| \| |
|  |                                                                                           |
|  | 파키리노사우루스 카나덴시스                                                               |
|  |                                                                                           |
|  | 파키리노사우루스 페로토룸                                                                 |
|  |                                                                                           |

|  | 파키리노사우루스 카나덴시스 |
|  |                             |
|  | 파키리노사우루스 페로토룸   |
|  |                             |

|  | 파키리노사우루스 라쿠스타이                                                               |
|  |                                                                                           |
|  | \| \| 파키리노사우루스 카나덴시스 \| \| \| \| \| \| 파키리노사우루스 페로토룸 \| \| \| \| |
|  |                                                                                           |
|  | 파키리노사우루스 카나덴시스                                                               |
|  |                                                                                           |
|  | 파키리노사우루스 페로토룸                                                                 |
|  |                                                                                           |

|  | 파키리노사우루스 카나덴시스 |
|  |                             |
|  | 파키리노사우루스 페로토룸   |
|  |                             |

|  | 파키리노사우루스 라쿠스타이                                                               |
|  |                                                                                           |
|  | \| \| 파키리노사우루스 카나덴시스 \| \| \| \| \| \| 파키리노사우루스 페로토룸 \| \| \| \| |
|  |                                                                                           |
|  | 파키리노사우루스 카나덴시스                                                               |
|  |                                                                                           |
|  | 파키리노사우루스 페로토룸                                                                 |
|  |                                                                                           |

|  | 파키리노사우루스 카나덴시스 |
|  |                             |
|  | 파키리노사우루스 페로토룸   |
|  |                             |

|  | 루베오사우루스 오바투스             |
|  |                                     |
|  | 에이니오사우루스 프로쿠르비코르니스 |
|  |                                     |

|  | 파키리노사우루스 라쿠스타이                                                               |
|  |                                                                                           |
|  | \| \| 파키리노사우루스 카나덴시스 \| \| \| \| \| \| 파키리노사우루스 페로토룸 \| \| \| \| |
|  |                                                                                           |
|  | 파키리노사우루스 카나덴시스                                                               |
|  |                                                                                           |
|  | 파키리노사우루스 페로토룸                                                                 |
|  |                                                                                           |

|  | 파키리노사우루스 카나덴시스 |
|  |                             |
|  | 파키리노사우루스 페로토룸   |
|  |                             |

|  | 파키리노사우루스 라쿠스타이                                                               |
|  |                                                                                           |
|  | \| \| 파키리노사우루스 카나덴시스 \| \| \| \| \| \| 파키리노사우루스 페로토룸 \| \| \| \| |
|  |                                                                                           |
|  | 파키리노사우루스 카나덴시스                                                               |
|  |                                                                                           |
|  | 파키리노사우루스 페로토룸                                                                 |
|  |                                                                                           |

|  | 파키리노사우루스 카나덴시스 |
|  |                             |
|  | 파키리노사우루스 페로토룸   |
|  |                             |

|  | 파키리노사우루스 라쿠스타이                                                               |
|  |                                                                                           |
|  | \| \| 파키리노사우루스 카나덴시스 \| \| \| \| \| \| 파키리노사우루스 페로토룸 \| \| \| \| |
|  |                                                                                           |
|  | 파키리노사우루스 카나덴시스                                                               |
|  |                                                                                           |
|  | 파키리노사우루스 페로토룸                                                                 |
|  |                                                                                           |

|  | 파키리노사우루스 카나덴시스 |
|  |                             |
|  | 파키리노사우루스 페로토룸   |
|  |                             |

|  | 파키리노사우루스 라쿠스타이                                                               |
|  |                                                                                           |
|  | \| \| 파키리노사우루스 카나덴시스 \| \| \| \| \| \| 파키리노사우루스 페로토룸 \| \| \| \| |
|  |                                                                                           |
|  | 파키리노사우루스 카나덴시스                                                               |
|  |                                                                                           |
|  | 파키리노사우루스 페로토룸                                                                 |
|  |                                                                                           |

|  | 파키리노사우루스 카나덴시스 |
|  |                             |
|  | 파키리노사우루스 페로토룸   |
|  |                             |

## 참고 문헌
1. ↑  Andrew T. McDonald & John R. Horner, (2010). "New Material of "Styracosaurus" ovatus from the Two Medicine Formation of Montana". Pages 156–168 in: Michael J. Ryan, Brenda J. Chinnery-Allgeier, and David A. Eberth (eds), New Perspectives on Horned Dinosaurs: The Royal Tyrrell Museum Ceratopsian Symposium, Indiana University Press, Bloomington and Indianapolis, IN.
2. ↑  Paul, G.S., 2010, The Princeton Field Guide to Dinosaurs, Princeton University Press p. 263
3. ↑  Michael J. Ryan, David A. Eberth, Donald B. Brinkman, Philip J. Currie, and Darren H. Tanke. (2010). "A New Pachyrhinosaurus-Like Ceratopsid from the Upper Dinosaur Park Formation (Late Campanian) of Southern Alberta, Canada." New Perspectives on Horned Dinosaurs.
4. ↑  Fiorillo, A. R.; Tykoski, R. S. (2012). “A new Maastrichtian species of the centrosaurine ceratopsid Pachyrhinosaurus from the North Slope of Alaska”. 《Acta Palaeontologica Polonica》 57 (3): 561. doi:10.4202/app.2011.0033.

- Dodson, P., Forster, C.A., & Sampson, S.D. 2004. Ceratopsidae. In Weishampel, D.B., Dodson, P. & Osmolska, H. (Eds.) The Dinosauria (2nd Edition). Berkeley: University of California Press. Pp. 494–513.
- Horner, J.R., Varricchio, D.J. & Goodwin, M.B. 1992. Marine transgressions and the evolution of Cretaceous dinosaurs. Nature 358: 59-61.
- Sampson, S.D. 1995. Two new horned dinosaurs from the Upper Cretaceous Two Medicine Formation of Montana; with a phylogenetic analysis of the Centrosaurinae (Ornithischia: Ceratopsidae). Journal of Vertebrate Paleontology 15(4): 743-760.